# Mary Mdziniso
Mary Mdziniso (1924 - 1 de junho de 2000) foi uma educadora e política suazi. Ela foi nomeada para o Senado em 1968, tornando-se na primeira mulher no Parlamento do país.

## Biografia
Mdziniso nasceu em Bhobokazi no distrito de Manzini em 1924. A sua mãe morreu durante o parto e o seu pai (Efrom Dlamini) levou-a para uma missão em Betânia, na África do Sul. Aos quatro anos, ela foi transferida para uma missão em Mbuluzi, onde foi adoptada por Mary Peak Brown, cujo primeiro nome ela adoptou. Em 1929 ela começou a sua educação na Escola de Meninas Mbuluzi.
Depois de deixar a escola em 1937, ela frequentou a Escola do Seminário Inanda em Natal, onde se formou como professora de ciências domésticas. Após três anos de instrução, ela voltou para a Escola de Meninas Mbuluzi e começou a leccionar. Durante o seu tempo em Inanda, ela conheceu Mdziniso, que estava a receber instrução para ser pastor. O casal casou-se em 1947. Posteriormente, ela trabalhou na Swazi National High School. Em 1965, ela entrou para o serviço público como Oficial de Campo de Ciência Doméstica no Ministério da Agricultura. Ela fundou a organização de mulheres Lutsango lwaka Ngwane dois anos depois.
Após as eleições de 1967, Mdziniso foi nomeada para o Senado pelo Rei Sobhuza II, tornando-se na primeira mulher membro do parlamento. Em 1994, ela tornou-se vice-presidente do Senado, permanecendo como senadora até 1998. Ela também actuou no conselho do Conselho da Cruz Vermelha da Suazilândia, e recebeu um doutoramento honorário em direito pela Universidade da Suazilândia.
Ela morreu em 1º de junho de 2000.